# ブランドン・アイユーク
- ブランドン・アイユク

ブランドン・アイユーク（Brandon Aiyuk, 1998年3月17日 - ）は、アメリカ合衆国カリフォルニア州ロックリン出身のプロアメリカンフットボール選手。NFLのサンフランシスコ・49ersに所属している。ポジションはワイドレシーバー。

## 経歴

### カレッジ
シエラカレッジでは1年目の2016年シーズンに573レシーブ獲得ヤード、5つのレシービングTDを記録した。
2017年シーズンは960レシーブ獲得ヤード、14のレシービングTDを記録した。また、リターンスペシャリストとして418リターン獲得ヤードを記録した。
2018年シーズン開幕前に、アリゾナ州立大学へ転校した。他にはカンザス大学、テネシー大学、アラバマ大学などからもオファーを受けていた。ほとんどの大学はリターンスペシャリストとしてのオファーだった中で、アリゾナ州立大学のみがワイドレシーバーとしてオファーしてきたことが決め手となった。

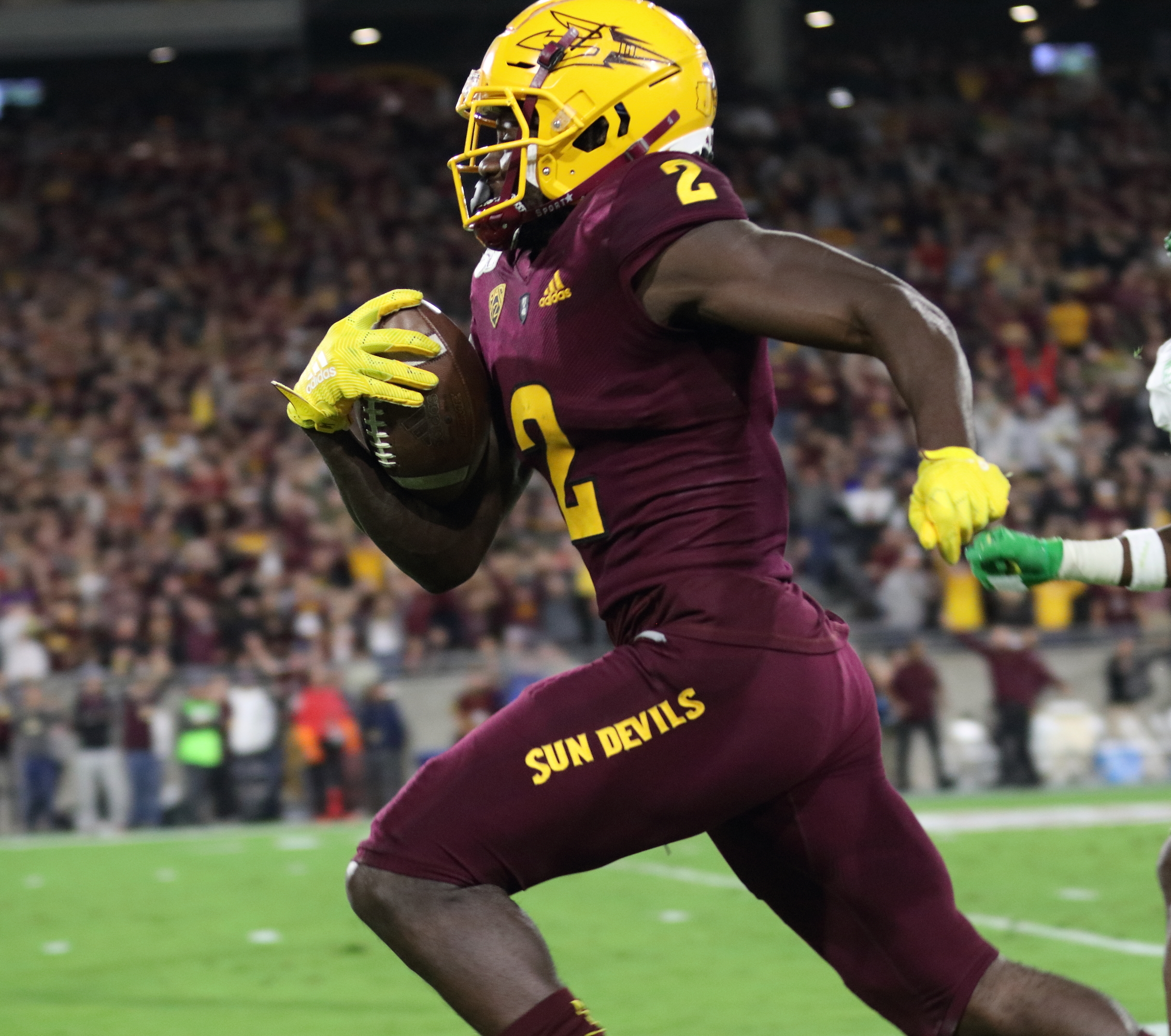
アリゾナ州立大学でのアイユーク
(2019年)

2019年シーズンは1,192レシーブ獲得ヤード、8つのレシービングTDを記録し、オールPac-12ファーストチームに選出された。

### サンフランシスコ・49ers
| 5 ft 11+5⁄8 in (182 cm)     | 205 lb (93 kg) | 33+1⁄2 in (85 cm) | 9+3⁄4 in (25 cm) | 4.50 s | 1.52 s | 2.63 s | 40.0 in (102 cm) | 10 ft 8 in (3.25 m) | 11 回 | 23 |
| All values from NFL Combine |                |                   |                  |        |        |        |                  |                     |       |    |

2020年のNFLドラフトにて全体25位でサンフランシスコ・49ersから指名され、その後4年総額1,250万ドルのルーキー契約を結んだ。
2020年シーズン、第3週のニューヨーク・ジャイアンツ戦でキャリア初となるラッシングTDを記録。翌週のフィラデルフィア・イーグルス戦でもラッシングTDを記録し、NFL史上初となる、キャリア最初の3試合で2つのラッシングTDを記録したワイドレシーバーとなった。
2022年シーズンシーズンは自己最高となる1,015レシーブ獲得ヤード、8つのレシービングTDを記録した。
2023年シーズン開幕前に、49ersから5年目の契約オプションを行使された。
2024年シーズン開幕前の8月29日、49ersと4年1億2000万ドルで契約延長を締結した。第7週の10月20日のカンザスシティ・チーフス戦で前十字靭帯断裂および内側側副靱帯断裂によりシーズン終了となった。

## 詳細情報

### 年度別成績

#### レギュラーシーズン
| 年度     | チーム   | 背番号   | 試合 | 試合 | レシーブ | レシーブ    | レシーブ         | レシーブ    | レシーブ | ラン | ラン        | ラン             | ラン        | ラン | ファンブル    | ファンブル |
| 年度     | チーム   | 背番号   | 出場 | 先発 | 回数     | 獲得 ヤード | 平均 獲得 ヤード | 最長 ヤード | TD       | 回数 | 獲得 ヤード | 平均 獲得 ヤード | 最長 ヤード | TD   | ファン ブル数 | ロスト     |
| -------- | -------- | -------- | ---- | ---- | -------- | ----------- | ---------------- | ----------- | -------- | ---- | ----------- | ---------------- | ----------- | ---- | ------------- | ---------- |
| 2020     | SF       | 11       | 12   | 11   | 60       | 748         | 12.5             | 49          | 5        | 6    | 77          | 12.8             | 38          | 2    | 0             | 0          |
| 2021     | SF       | 11       | 17   | 16   | 56       | 826         | 14.8             | 43          | 5        | 5    | 17          | 3.4              | 8           | 0    | 2             | 1          |
| 2022     | SF       | 11       | 17   | 17   | 78       | 1,015       | 13.0             | 54          | 8        | 2    | 23          | 11.5             | 16          | 0    | 1             | 1          |
| 2023     | SF       | 11       | 16   | 16   | 75       | 1,342       | 17.9             | 76          | 7        | 0    | 0           | -                | 0           | 0    | 1             | 1          |
| 2024     | SF       | 11       | 7    | 7    | 25       | 374         | 15.0             | 53          | 0        | 0    | 0           | -                | 0           | 0    | 0             | 0          |
| NFL：5年 | NFL：5年 | NFL：5年 | 69   | 67   | 294      | 4,305       | 14.6             | 76          | 25       | 13   | 117         | 9.0              | 38          | 2    | 4             | 3          |

- 2024年度シーズン終了時
- 太字は自身最高記録

#### ポストシーズン
| 年度 | チーム | 試合 | 試合 | レシーブ | レシーブ    | レシーブ         | レシーブ    | レシーブ | ファンブル    | ファンブル |
| 年度 | チーム | 出場 | 先発 | 回数     | 獲得 ヤード | 平均 獲得 ヤード | 最長 ヤード | TD       | ファン ブル数 | ロスト     |
| ---- | ------ | ---- | ---- | -------- | ----------- | ---------------- | ----------- | -------- | ------------- | ---------- |
| 2021 | SF     | 3    | 3    | 9        | 135         | 15.0             | 37          | 0        | 0             | 0          |
| 2022 | SF     | 3    | 3    | 6        | 109         | 18.2             | 31          | 0        | 0             | 0          |
| 2023 | SF     | 3    | 3    | 9        | 149         | 16.6             | 51          | 1        | 0             | 0          |
| 計   | 計     | 9    | 9    | 24       | 393         | 16.4             | 51          | 1        | 0             | 0          |

- 2024年度シーズン終了時
- 太字は自身最高記録